# 苯甲酸铵
苯甲酸銨（Ammonium benzoate），化学式为NH4C7H5O2，可溶於水，醇及甘油。可作化學分析試劑、生產電解電容及醫藥品。